# Luis Ramos Pardo
Luis Ramos Pardo (6 de junio de 1940 - Madrid, 9 de noviembre de  2005) fue un abogado laboralista, superviviente de la Matanza de Atocha en 1977.

## Biografía
Luis Ramos Pardo nació en Madrid, su padre Gregorio Ramos Gómez, médico y su madre Francisca Pardo Peralta, pianista. Estudió Derecho en la Universidad Complutense de Madrid y, a finales de los años sesenta, empezó a trabajar como Abogado en el despacho formado por Cristina Almeida, en la calle Modesto Lafuente que, posteriormente, se trasladaría a la calle Españoles 13. Como sucursal de este despacho se montaron otros varios en los pueblos del cinturón industrial de la capital, entre los que figuraba el de Torrejón de Ardoz, calle Cristo número 11, que Luis Ramos encabezó hasta su el día 24 de enero de 1977 en que resultó gravemente herido en el atentado cometido por pistoleros fascistas en la calle Atocha 55, donde se celebraba una reunión de Abogados.
Luis Ramos se incorporó al Partido Comunista de España (PCE) a finales de los años sesenta, al tiempo de su incorporación al despacho laboralista ya citado. Después del atentado, en el que resultó herido de tres balazos, uno que le rompería el húmero del brazo derecho, otro que le atravesó los dos muslos y otro, el más grave, en el abdomen, fue intervenido de urgencia esa misma noche, en el Hospital Francisco Franco,  hoy Gregorio Marañón, donde quedó internado un mes en la UCI, al cuidado de su Director, doctor Llauradó, y otro mes en la Clínica Privada de dicho Hospital.
El 24 de enero de 1977, un grupo de pistoleros vinculados al partido ultraderechista Fuerza Nueva y el Sindicato Vertical de Transportes irrumpieron en el bufete, asesinando a tres abogados, Javier Sauquillo, Luis Javier Benavides y Enrique Valdelvira Ibáñez, un administrativo, Ángel Rodríguez Leal, y un estudiante de Derecho, Serafín Holgado, e hiriendo gravemente a otros cuatro Abogados Lola González, Alejandro Ruiz-Huerta Carbonell, Miguel Sarabia Gil y Luis Ramos. El atentado le causó graves secuelas.
Tardó más de dos años en recuperarse de las heridas sufridas en el abdomen y desarrolló una hepatitis como consecuencia de una de las transfusiones de sangre que recibió.